# Casa señorial de los Garcés de Marcilla
La Casa señorial de los Garcés de Marcilla es un edificio situado en la pedanía de Torrealta, término municipal de Torrebaja, Comunidad Valenciana (España).
El edificio está formado por un antiguo torreón defensivo y una construcción anexa, más conocida como «Casa Grande».

## Historia
Aunque las tierras del Rincón de Ademuz estuvieron desde el siglo XIII bajo el dominio directo de la Corona, hubo, sin embargo, dos excepciones: los pequeños señoríos de Torrealta y de Torrebaja. Posiblemente su origen, todavía poco estudiado, está en la donación real de sendas alquerías a señores territoriales, cuyas familias intervinieron en la conquista del Rincón de Ademuz. El señorío de Torrealta se configuró en la jurisdicción de Ademuz y la familia que ostentó la posesión desde sus orígenes fueron los Garcés de Marcilla, apellido muy documentado, que aparece ocupando diversos cargos oficiales en las dos villas históricas, Castielfabib y Ademuz.

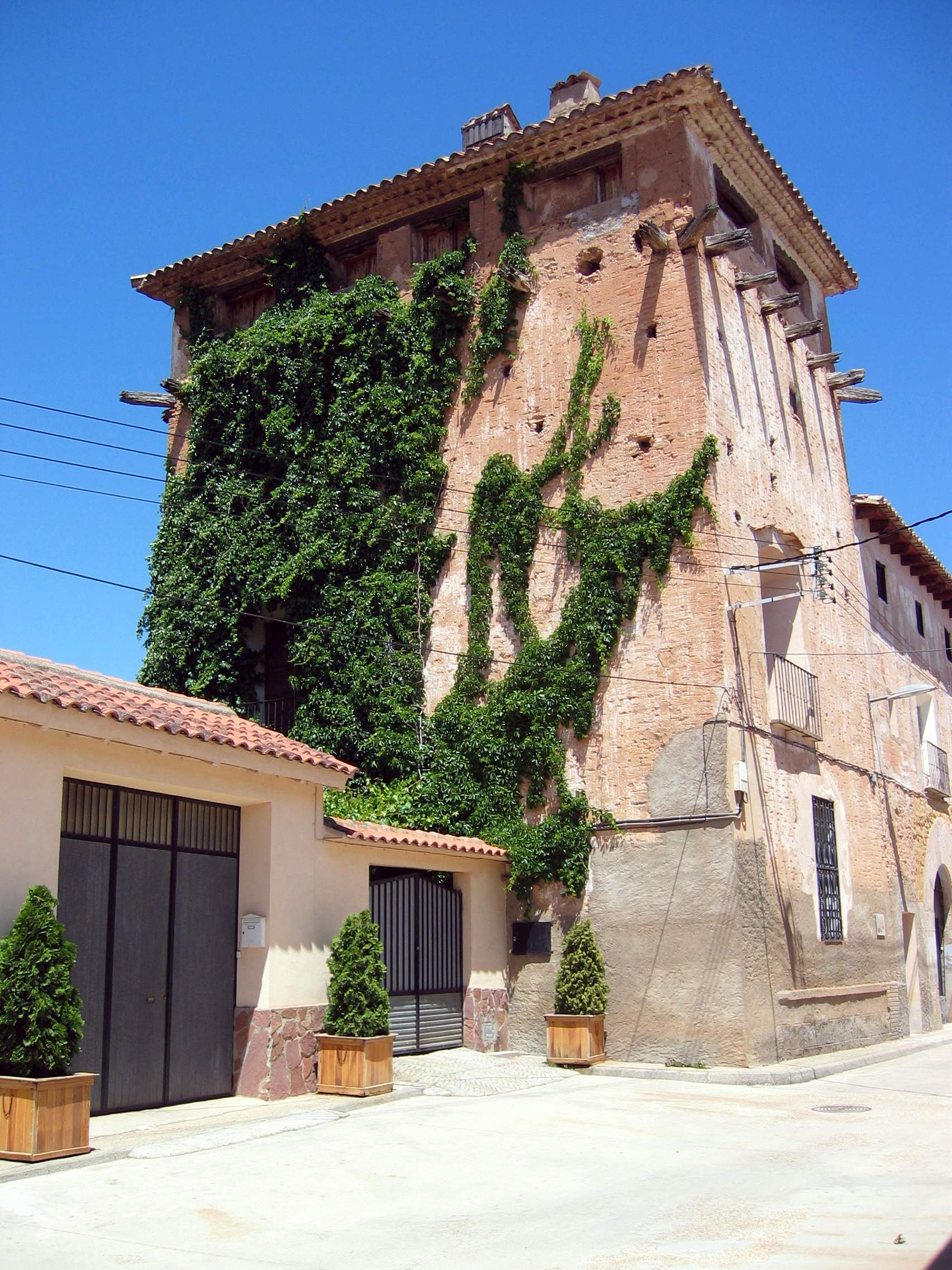
Detalle del torreón de Torrealta, desde la calle del Remedio.

La suerte que corrió el edificio en la historia contemporánea es similar a su semejante de Torrebaja. Tras la supresión de los señoríos y mayorazgos durante el Trienio Liberal (1820-1823), el barón de Andilla quedó como propietario particular de sus posesiones en Torrealta. A principios del siglo XX, los bienes del antiguo señorío (casas y tierras) fueron vendidos entre los aparceros que los cultivaban. La Casa Grande y el jardín, que es el terreno que la rodea por abajo, así como El Cerrado, situado por encima de la plaza Mayor, fueron regalados por el barón de Andilla al administrador, señor Manuel Roselló Adalid, en premio por su buen hacer. Según un censo municipal de 1939, dicho señor, natural de Tramacastiel (Teruel), figura como habitador en el n.º 53 de la calle del Remedio: dicho número de policía corresponde a la Casa Grande de Torrealta. Según otras versiones, el barón vendió El Cerrado al administrador por catorce mil pesetas, regalándole los demás bienes. Sea como fuere, los actuales propietarios de la Casa Grande de los Garcés de Marcilla y el anexo torreón fortificado, que constituye dos propiedades independientes, son los nietos y bisnietos del antiguo administrador.

## Descripción
El imponente edificio consta de dos partes bien diferenciadas. Por un lado se halla la casa propiamente dicha, con una sencilla portada con arco de medio punto de piedra tallada y numerosos vanos en su fachada, algunos de los cuales no pertenecen a la concepción original del edificio. Sin embargo, el elemento más interesante es la torre que sobresale en altura sobre el resto de edificaciones y que dio nombre al lugar. Se trata de una construcción de planta rectangular, de gruesos muros de ladrillo, con cuatro niveles, el último de los cuales todavía conserva los restos de las vigas del cadalso corrido de madera que circundaba originalmente esa última planta y que tenía funciones defensivas. El tejado del torreón es de teja árabe tipo canal y cobija, y vierte a cuatro aguas: la armadura de la techumbre posee cuatro faldones, subtipo lima-bordón. La cobertura bajo teja se halla recibida de tabicas de madera, basadas en tablas alargadas.

## Bien de Interés Cultural
En fechas recientes, la Conselleria de Cultura de la Generalidad Valenciana ha reconocido el valor histórico-artístico del edificio, al otorgarle la categoría de Bien de Interés Cultural.